# Château de Moncade
Le château de Moncade est un ancien château fort dont les vestiges se dressent rue Moncade, dans la commune française d'Orthez, dans le département des Pyrénées-Atlantiques.
Le château fait l'objet d'une protection partielle au titre des monuments historiques.

## Localisation
Le château est situé sur une colline, dominant la large vallée du gave de Pau, sur la commune d'Orthez, dans le département français des Pyrénées-Atlantiques. Outre le contrôle sur la ville, il surveillait la grande voie de circulation longeant toutes les Pyrénées occidentales, ainsi que la frontière nord de la vicomté au-delà de la campagne productive.

## Historique
Au XIIIe siècle, la vicomté de Béarn appartenait à la famille d'origine catalane des Moncada. Gaston VII Moncada, fils de Guillaume II de Béarn, seigneur de Moncade et de Castelviel en Catalogne et vicomte de Béarn, va distendre ses liens de vassalité avec les rois d'Aragon en s'intéressant au développement de sa vicomté de Béarn. Il déplace la capitale de la vicomté de Morlaàs à Orthez et se rapproche des rois d'Angleterre qui possèdent la Guyenne. C'est avec sa mère, Garsende de Provence, qui est sa tutrice en 1238 et 1240, que ce rapprochement va commencer. Il apporte aux vicomtes des avantages financiers sous forme de pensions.
Pierre de Marca indique que Gaston VII fait allégeance et serment de fidélité au roi d'Angleterre Henri III en 1242. D'après cet auteur, ce sont les subsides que Gaston VII aurait reçus à cette occasion qui auraient permis la construction de la tour. Les textes de cette époque sur le château sont quasi inexistants. En 1256, un texte signale le « château noble » d'Orthez. La première date certaine pour le château d'Orthez est 1273 : Gaston VII met en gage le château et la ville d'Orthez.
En 1289 le roi d'Angleterre séjourne au château.
Après le mariage en 1267 de Marguerite de Moncade avec Roger-Bernard III, comte de Foix, la vicomté de Béarn est administrée par la famille de Foix-Béarn à partir de Gaston Ier.
Le nombre de mentions du château de Moncade se multiplie au XIVe siècle. Les textes montrent que le château n'était pas alors limité à la seule tour mais constituait avec le bourg de Moncade une résidence fortifiée et comprenait un parc protégé par une enceinte en palissade. Cette résidence n'était pas assez grande pour loger tout le personnel lié au vicomte de Béarn, ainsi que ses invités. Ainsi Froissart, reçu par Gaston Fébus, qui a résidé à Orthez entre novembre 1388 et mars 1389 était logé en ville. La tour avait une fonction résidentielle car Froissart note qu'il y a la chambre du vicomte et celle de ses enfants dans les étages supérieurs et où il a reçu ses chevaliers. Gaston Fébus y garde ses coffres qui lui assuraient son indépendance financière.
Gaston Fébus a résidé au château de Moncade. On sait qu'il y a fait des travaux comme le montre un texte de 1368 indiquant que des pierres ont été amenées au château, mais aucun texte ne renseigne sur l'ampleur des travaux réalisés.
Jusqu'au XVe siècle, le château de Moncade a été le siège du gouvernement vicomtal. Un texte du sire de Caumont daté de 1418 montre le château avec un parc peuplé d'animaux et palissadé, un fossé maçonné protégeant la tour et un décor animalier ornant l'entrée du tinel. En 1464, Gaston IV de Foix-Béarn déplaça le centre du gouvernement de la vicomté au château de Pau. Cela va entraîner un long dépérissement du château.
Au XVIe siècle, l'affrontement entre catholiques soutenus par le roi de France et protestants appuyé par Jeanne d'Albret va conduire, en 1569, à la bataille d'Orthez entre les troupes protestantes commandées par Montgommery et les troupes catholiques commandées par le baron de Terride. La ville est pillée et le château n'est pas été épargné. Les jurats de la ville s'intéressent à son état pitoyable en 1578. Des réparations sont faites entre 1588 et 1613.
En 1620, l'annexion du Béarn à la couronne de France est prononcée. Le château devient propriété du roi et le capitaine David de Brassalay fait un constat de son état de délabrement. En 1745, le château est acheté par la ville, qui, n'ayant pas les moyens financiers pour l'entretenir, le revend par parcelles en commençant par le parc. Le château est vendu en 1796 à un habitant d'Orthez. Aucune réparation ne semble avoir été faite sur la tour avant son classement en 1840. La ville a racheté les ruines de la tour en 1841.

## Description
Les premiers travaux de construction sur une motte naturelle ont concerné la partie centrale du château qui comprenait une première enceinte sensiblement circulaire, ou chemise, avec son fossé maçonné de protection, le puits circulaire, la tour et le bâtiment aulique, ou corps de logis rectangulaire contre la tour, accessible par un grand escalier extérieur, dont on voit la trace du larmier du toit sur un mur de la tour. Une tour-porte avec pont-levis permettait de franchir le fossé. Le tinel devait se trouvait au premier étage du corps de logis. La double enceinte arasée dessine un cercle autour du donjon délimitant une plate-forme de 60 m sur 50 m.

### Le donjon
La tour maîtresse ou donjon de forme pentagonale, bâtie vers 1250, au point le plus élevée de la colline, comporte quatre étages. Les étages supérieurs étaient résidentiels. Un escalier à vis placé dans l'éperon de la tour permet de relier les deux derniers étages de la tour avec la plateforme sommitale. Cet escalier a dû être ajouté après la fin de la construction de la tour. Ce changement de dispositions dans la structure de la tour a fait écrire par Gabriel Andral que les deux derniers étages ont été ajoutés par Gaston Fébus, entre 1368 et 1375, avec d'autres améliorations du logis et des enceintes, par son ingénieur militaire Sicard de Lordat. Le dernier étage de la tour a été détruit en 1820, mais telle qu'elle subsiste, elle a encore une hauteur de 33 m au-dessus du sol.
Des fenêtres ont été ajoutées dans les derniers étages de la tour probablement à la même époque car la pierre utilisée est identique à celle de l'escalier et différente de celle de la tour. La cheminée du deuxième étage est contemporaine. Son style la rattache au XIVe siècle. Une autre cheminée peut dater du XVe siècle.
Les rapprochements qui ont pu être faits entre les archères de la chemise du donjon avec celles des tours de l'enceinte urbaine de Parthenay. Il est probable que cette partie soit antérieure à la construction de la tour maîtresse. La première campagne de construction du château devait être terminée au moment de la signature de l'acte de 1273 mettant en gage le château et la ville d'Orthez.
Au XIXe siècle, les restaurateurs du château ont percé la porte du rez-de-chaussée de la tour et réalisé son couvrement par de faux mâchicoulis.
De petites modifications ont été faites par les restaurateurs au XXe siècle.

### Le bourg castral
Le bourg castral était défendu par trois enceintes :
- l'enceinte de Lavignotte enfermant un terrain à l'ouest du château ;
- l'enceinte du bourg Moncade ;
- l'enceinte nord.

Ces différentes enceintes sont plus récentes que le château.
Le château était protégé par une barbacane mentionnée en 1347 et dont il subsiste un mur.

## Protection au titre des monuments historiques
Est classé par la liste de 1840 :
- le donjon, dit Tour de Moncade.

Sont inscrits par arrêté du 2 mars 1992 :
- les douves appareillées ;
- le sol et sous-sol archéologiques.

Sont classés par arrêté du 17 février 1995 :
- la motte féodale avec les vestiges du logis, et à partir de la motte vers l'extérieur du château, enceinte talutée surmontant les douves appareillées ;
- la deuxième enceinte ;
- la fausse-braie ;
- le sol et sous-sol archéologique du château.